# Relieve de Colombia
Colombia se encuentra ubicada en América, en el extremo noroccidental de América del Sur. El país es atravesado por la cordillera de los Andes y la llanura amazónica, es el único país de América del Sur con costas sobre los océanos Atlántico y Pacífico. Su ubicación latitudinal corresponde a 12° norte y 4° de latitud sur, lo cual corresponde a la zona tropical. Colombia es el vigésimo sexto país más grande del mundo y el cuarto en América del Sur, con un área total de 2 129 748 km² conformados por el territorio continental y las aguas marítimas. El territorio continental de Colombia es de 1 141 748 km² y el territorio marítimo es de 988 000 km², de los cuales 658 000 km² en el océano Atlántico, mar Caribe y 330 000 km² al océano Pacífico.
El territorio colombiano presenta variedad en su relieve: sistema montañoso central, compuesto por las tres cordilleras andinas, sistema montañoso independiente de los Andes, las llanuras interiores y costeras y los valles interandinos.

## Sistema montañoso andino
La Cordillera de los Andes cubre una parte considerable de Colombia. En este país los Andes se ramifican en tres vertientes:
- La Cordillera Occidental.
- La Cordillera Central.
- La Cordillera Oriental.

Dicha división de los Andes colombianos se origina en el Nudo de los Pastos, desde se desprende las cordilleras Occidental y Central. Más al norte, en el Macizo Colombiano o "Nudo de Almaguer", aparece la Cordillera Oriental.
La Cordillera Oriental se divide nuevamente cerca de la frontera con Venezuela en dos ramales: la Serranía de los Motilones que marca la frontera entre los departamentos colombianos de Cesar y La Guajira y el estado venezolano del Zulia, y la serranía de Mérida que se adentra en territorio venezolano. 
En la Cordillera Oriental se ubica el altiplano cundiboyacense, con altitudes superiores a 2500 m s. n. m. y espacio natural del Distrito Capital de Bogotá y la ciudad de Tunja. Así mismo, en esta cordillera también se encuentra la Sierra Nevada del Cocuy, ubicada entre tres departamentos (Boyacá, Casanare y Arauca), con alturas superiores a los 5000 m s. n. m.
La Cordillera Central divide los dos valles más grandes de Colombia: el valle del río Cauca y el valle del río Magdalena. En esta cordillera se encuentran además los nevados Ruiz, Santa Isabel y el del Tolima.
La Cordillera Occidental separa el valle del río Cauca de la llanura del Pacífico.
Las tres cordilleras, junto con los valles interandinos forman la región de los Andes.

## Sistema montañoso periférico
El sistema montañoso periférico no forma parte de las cordilleras Andinas, y que por su situación o constitución se les considera independiente al sistema andino, la mayoría de los cuales se hallan en cercanías de las costas Caribe y Pacífica o en la región de los llanos.

### Sistemas montañosos costeros

Relieve del archipiélago de San Andrés y Providencia.

Entre los principales sistemas montañosos costeros se encuentran:
- La Sierra Nevada de Santa Marta, que es la formación montañosa litoral más alta del mundo y contiene las cumbres más altas de Colombia, los picos gemelos Pico Cristóbal Colón y Pico Simón Bolívar a 5.775 m s. n. m.
- Los Montes de María o Serranía de San Jacinto alcanzan una altura máxima a 810 m.
- La Serranía del Baudó se extiende entre el Cabo Corrientes (Chocó) y Panamá, su mayor cima es el Alto del Buey con 1.810 m.
- La Serranía del Darién marca la frontera entre Colombia y Panamá, alcanzan su altura máxima en el cerro de Tacurcuna, a 2.280 m.
- La Serranía de los Saltos, que conecta a las serranías del Baudó y Darién, su cima más elevada es el cerro de Aspavé, de 850 metros.
- La Serranía de Piojó.
- Los cerros de La Guajira se sitúan al noreste de la península que les da su nombre, su altura máxima es la Serranía de Macuira de 860 metros.

### Relieve de la región oriental
Integrada principalmente por planicies, en la región oriental se destacan:
- La Sierra de la Macarena, en el Meta, una de las serranías más importantes de Colombia por su fauna y su flora únicas. Su máxima altura es 2.200 m.
- La Sierra de Chiribiquete.
- La Sierra de Tunahí.
- La Serranía de Caranacoa.
- La Serranía del Naquén, situada en el Guainía, no alcanza más de 700 m.
- Serranía de Araracuara y Mesetas de Yambí.
- Mesas de Iguaje.

La mayoría de estas son formaciones del escudo de las Guayanas, una de las zonas geológicas más antiguas de América.

## Volcanes y zonas sísmicas

Principales volcanes de Colombia.

El territorio colombiano hace parte del Cinturón de Fuego del Pacífico y del Cinturón volcánico de los Andes por lo cual gran parte de la orografía está plagada de volcanes, muchos de ellos aún activos. También, los sistemas montañosos y algunas islas son de origen volcánico. 
De sur a norte, los volcanes más importantes son:
- Complejo Volcánico Chiles-Cerro Negro.
- Nevado de Cumbal.
- Volcán Azufral.
- Volcán Galeras.
- Cadena volcánica de los Coconucos, la cual es una agrupación de 15 volcanes geográficamente próximos entre los que están el Volcán Puracé, el Doña Juana, el Sotará, entre otros.
- Nevado del Ruiz.
- Nevado del Huila.

### Nevados

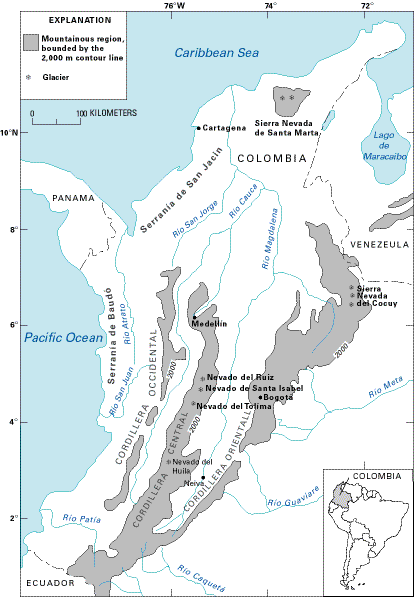
Glaciares de Colombia.

Las alturas son otra característica del relieve nacional, muchas de ellas con nieves y hielos perpetuos de origen glaciar. Se destacan:
- Nevado de Cumbal.
- Nevado del Huila.
- Nevado del Tolima.
- Nevado de Santa Isabel.
- Nevado del Ruiz.
- Nevado el Cisne.
- Nevado Pan de Azúcar.
- Nevado del Cocuy.
- Sierra Nevada de Santa Marta.

### Páramos
Los páramos son elementos biogeográficos que van desde alturas entre los 3000 m s. n. m. y la línea de isoterma de las nieves perpetuas. Colombia concentra aproximadamente el 90% de los páramos en el mundo, perteneciendo en su mayoría a los Páramos andinos, el resto asociados a la Sierra Nevada de Santa Marta.
Todos los nevados anteriormente mencionados tienen asociados páramos, en el anexo adjunto se mencionan algunos páramos sin casquete glaciar permanente.

## Valles y llanuras
Los valles del Magdalena, del Cauca y del Atrato-San Juan, sobresalen por su gran extensión entre los diferentes valles interandinos de Colombia. En cuanto a llanuras se destacan, la Llanura del Pacífico, la Llanura Amazónica, la Llanura del Caribe y los Llanos Orientales.